# Valentin Dretzel
Valentin Dretzel, auch Drechsel, Tretzel oder Trexel (getauft am 30. Mai 1578 in Nürnberg; † März 1658 ebenda) war ein deutscher Organist und Komponist.
Nach der Ausbildung wirkte er in seiner Heimatstadt in verschiedenen Kirchen als Organist. Er entstammte einer musikalischen Familie, seine Brüder Michael (1576–1635) und Wolfgang (1585–1655) waren ebenfalls Musiker.
Neben zahlreichen Gelegenheitswerken schuf er hauptsächlich geistliche Vokalmusik, darunter ein Magnificat und mehrere Motetten in mehrstimmigem Satz.